# Síntesis de oxazoles de Fischer
La Síntesis de oxazoles de Fischer en un método de síntesis orgánica para obtener anillos de oxazol a partir de cianohidrinas y aldehídos en presencia de ácido clorhídrico anhidro. Este método fue descubierto por Hermann Emil Fischer en 1896. La principal limitante de la reacción es que sólo se obtienen derivados sustituidos en las posiciones 2 y/o 5. 